# The Black Mirror III
The Black Mirror 3 (с англ. — «Чёрное зеркало 3») — компьютерная игра жанра квест. Игра была создана немецкой компанией Cranberry Production и выпущена dtp entertainment 4 февраля 2011 года в Германии и 15 апреля 2011 года в остальной Европе.

## Геймплей
Игра Black Mirror 3 представляет собой классический point-and-click квест. Активные зоны подсвечиваются, что облегчает задачу игрока по поиску нужного предмета. Найденные предметы можно складывать в инвентарь. Поставленные задачи игрок видит в дневнике персонажа. Большинство задач традиционны, однако есть и оригинальные загадки. В некоторых динамических сценах потребуется решать задачу на скорость. При этом головоломки допускается пропускать.
Помимо Даррена в этой части есть ещё один активный персонаж — девушка по имени Валентина. Для прохождения игры понадобится переключаться между героями.

## Сюжет
События игры продолжат сюжетную линию The Black Mirror 2. Даррен оглядывается на поглощаемый огнём замок Black Mirror, держа в руке факел... Таким его и находит полиция. Защёлкиваются наручники, Даррена отводят в участок и начинают допрашивать, но он ни на что не реагирует. Три недели спустя, так ничего от него не добившись, его отпускают под залог. Даррен теперь один. Ему нужно выяснить, что же всё-таки тогда произошло, что же он на самом деле видел, и, для начала, хотя бы разузнать, кто тот человек, что внёс за него залог.

## Оценка прессы
| Иноязычные издания    | Иноязычные издания |
| Издание               | Оценка             |
| --------------------- | ------------------ |
| Gry-Online            | 8,0/10             |
| Русскоязычные издания |                    |
| Издание               | Оценка             |
| «PC Игры»             | 7,0/10             |
| «Игромания»           | 7,5/10             |

Игровой портал StopGame оценил игру на 50 баллов из 100. Критике подверглась однообразность и малые отличия от второй части игры: «В целом нельзя сказать, что Black Mirror 3 стала разочарованием по сравнению с предыдущей частью серии. Сюжет приобрел в динамике и проиграл в оригинальности, все прочие элементы остались на своих местах. Штука в том, что для успеха триквелу явно недостаточно повторить все то, что мы уже видели в сиквеле. А со свежатинкой у разработчиков проблемы».
Журнал «Игромания» оценил игру в 7,5 баллов из 10, сказав: «Третья и, кажется, финальная часть мрачной готической истории о проклятье семьи Гордонов. Не хуже первых двух».
Игровой журнал PC Игры оценил игру в 7 баллов из 10. В целом автору игра понравилась, но журналист заявил, что она далека от великолепия: «Интересный сюжет страдает от низкой динамики, затянутое повествование и простые загадки вызывают дремоту, множество отсылок к предыдущим частям вводят в ступор даже давних поклонников сериала. В итоге вместо напряженного триллера мы получаем лишь мистическую историю о духах, безумии и древнем артефакте».

## Локализация
На 9 августа 2011 года у игры нет официального издателя в России. Возможно официальной локализации вовсе не будет из-за, вероятно, плохих продаж локализованной второй части. Тем не менее почти сразу после выхода немецкой версии игры народным умельцем был сделан довольно качественный русификатор текста. После выхода английской версии игры русификатор был подкоректирован и доведён до совершенства, большинство игровых журналов оценивали игру именно с этим русификатором (например журнал PC-Игры, на своём диске LevelUP за июль 2011 года).